# Babà

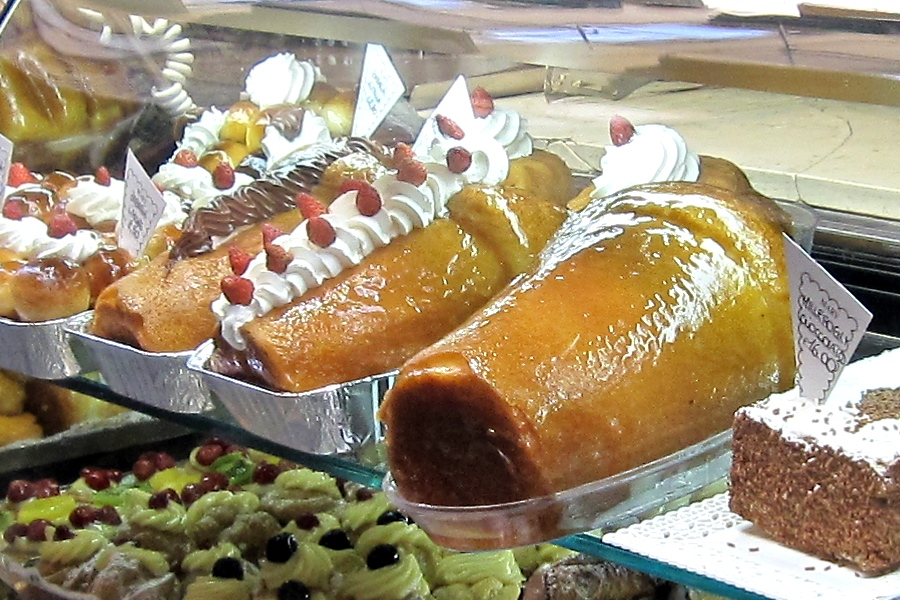
Babà de Nàpols

El babà és un dolç de pasta tova, amb llevat natural, fet al forn, típic de les regions de Lorena a França, i de Campània a Itàlia, i que se sol servir xop de regal o bé amarat amb licor, típicament rom o limoncello. Té la forma característica de bolet o de tap de xampany, i se'n fan de moltes mides, de 2 o 3 cm de diàmetre fins a 40 cm. També es fa en forma de pastís rodó anul·lar.
El babà és una variant del pastís dolç amb llevat natural de tradició popular. Històricament, es considera que aquesta variant va ser creada per al gust d'Estanislau Leszczyński, rei de Polònia el segle 17, que era un llaminer apassionat, que trobava la pasta llevada massa basta i seca, i la va fer amarar de rom. El resultat va agafar color i gust, i va agradar tant al rei que el va anomenar baba, que en polonès vol dir tant pastís rodó com àvia. La recepta es va exportar a la cort francesa, d'on va arribar a la cort napolitana, i hi va fer fortuna fins al punt d'esdevenir un pastís tradicional.
La forma polonesa del babà al rom a Polònia s'anomena babka ponczowa i allà ha mantingut la forma rodona amb crema al mig.